# Zaak Wijnen
De zaak Wijnen is een Belgische rechtszaak uit 1969 over het zelfbeschikkingsrecht inzake transseksualiteit. In de zaak werd voor het eerst geoordeeld dat een geslachtsaanpassende operatie voor transseksuelen mogelijk is onder de voorwaarden die ook voor andere medische handelingen gelden.

## Transitie en rechtszaak
Peggy Wijnen (25 juni 1945 - 4 november 1967), geboren als J. Wijnen, was de eerste persoon in België van wie het geweten is dat ze een geslachtsaanpassende operatie onderging. De rechtszaak die volgde na haar overlijden was de eerste rechtszaak die het recht op geslachtsverandering voor transseksuelen vastlegde in België.
Wijnen was de enige zoon in een Limburgs gezin met meerdere dochters. Wijnen, die anatomisch een man was, had zich sinds de jeugd een vrouw gevoeld. Op jonge leeftijd verhuisde Wijnen naar Antwerpen, waar ze als kapster en barvrouw werkte en de naam "Peggy" aannam. Op 22-jarige leeftijd besloot Wijnen een geslachtsoperatie te ondergaan. Het is het eerste bekende geval van een geslachtsoperatie in België.
Op 24 oktober 1967 voerden twee geneesheren, André Fardeau en Jean Slosse, de operatie uit op Wijnen in een ziekenhuis in Ukkel. Hoewel de operatie in beginsel succesvol was, traden er kort nadien medische complicaties op. Op 4 november 1967, 11 dagen na de operatie, overleed Wijnen ten gevolge van een embolie. Twee dagen na haar dood werd de gerechtelijke politie ingelicht door een onbekende over de operatie met dodelijke afloop. Het Openbaar Ministerie beschuldigde de beide geneesheren van opzettelijke slagen en verwondingen die de dood tot gevolg hadden. In de rechtszaak die hieruit volgde besloot de correctionele rechtbank van Brussel dat de geneesheren de operatie oordeelkundig hadden uitgevoerd en geen schuld troffen. Ook benadrukte de rechtbank dat zowel Wijnen als haar familie toestemming hadden gegeven voor de operatie. Dit was de eerste keer dat een rechtbank besloot dat een geslachtsaanpassende operatie voor transseksuelen geoorloofd is indien ze wordt uitgevoerd met inachtneming van de voorwaarden die voor andere medische handelingen gelden.

## Gevolgen
Het fenomeen van de transseksualiteit bereikte in 1969 met de zaak Wijnen voor het eerst een bredere Belgische belangstelling. De zaak heeft een grote impact gehad op het principe van het zelfbeschikkingsrecht naar Belgisch recht in het kader van transseksualiteit. Sinds de zaak Wijnen wordt geslachtsveranderende therapie als een gewone medische handeling beschouwd. Het geoorloofd karakter van de ingreep hangt met andere woorden af van de vervulling van de voorwaarden die gelden bij elke andere medische handeling. Als gevolg van de zaak werd aanvaard dat het streven van transseksuelen om zoveel als medisch mogelijk is fysiek tot hun psychologisch geslacht te behoren, rechtmatig is. Het was zelden dat een uitspraak van een lagere rechtbank op zoveel instemming werd onthaald.
Een van de geneesheren die de chirurgische ingreep op 24 oktober 1967 had uitgevoerd, dhr. Fardeau, heeft hierna in de maanden juli en december 1970 met succes een geslachtsoperatie vrouw-naar-man uitgevoerd bij de Belgische transseksueel Daniel Van Oosterwijck, na toestemming te hebben gevraagd van de Orde der Geneesheren. Daniel Van Oosterwijck zou de eerste transseksueel worden die succesvol naar het Europees Hof voor de Rechten van de Mens trok om het geslacht op zijn geboortecertificaat te laten aanpassen.
Bi+ ·
Homoseksualiteit ·
Lesbianisme ·
Biseksualiteit ·
Panseksualiteit ·
Polyseksualiteit ·
Aseksualiteit ·
Demiseksualiteit ·
Queer ·
Questioning ·
Androfilie ·
Gynofilie
Cisgender
(Vrouw ·
Man) ·
Transgender
(Transvrouw ·
Transman ·
Transseksualiteit) ·
Intersekse ·
Tweeslachtigheid ·
Genderqueer ·
Questioning ·
Androgyn ·
Queer ·
Polygender
(Bigender ·
Trigender) ·
Pangender ·
Agender ·
Demigender
(Demigirl ·
Demiboy ·
Demifluïde ·
Demiflux ·
Demiandrogyn) ·
Neutrois ·
Genderfluïde
(Amorgender) ·
Genderflux ·
Intergender ·
Aporagender ·
Pocketgender ·
Derde geslacht ·
Butch en femme ·
Gendernon-conform ·
Queerheteroseksueel ·
Hijra ·
Two-spirit ·
Fa'afafine ·
Akava'ine ·
Androgynos ·
Bissu ·
Fakaleiti ·
Kathoey ·
Khanith ·
Mahu ·
Mak nyah ·
Muxe ·
Tomboy ·
Travesti ·
Tumtum ·
Winkte
Seksuologie ·
Genderstudies ·
Binaire geslachtsmodel ·
Genderspectrum ·
Lavendeltaalwetenschap ·
Lgbt-literatuur ·
Queerstudies ·
Queer theory
Postgenderisme ·
Feminisme
(Lesbisch feminisme ·
Transfeminisme) ·
Queercore
Oudheid:
Oude Rome ·
Oude Egypte
Vroegmoderne tijd:
Rusland
Moderne tijd:
Nazi-Duitsland ·
Rusland ·
Sovjet-Unie
Heden:
Nederland ·
Rusland ·
Sierra Leone
Roze driehoek ·
Regenboogvlag ·
Hanky code ·
Homomonument
Heteroseksisme
(Homofobie ·
Lesbofobie ·
Bifobie) ·
Genderisme
(Transfobie ·
Transmisogynie
Discriminatie van non-binaire personen ·
Cisseksisme) ·
Heteronormativiteit ·
Pinkwashing ·
Gay panic defense
(Trans panic defense) ·
Oppositie ·
LGBT ·
Homoseksualiteit in het leger
(Don't ask, don't tell) ·
Homoseksualiteit en religie
(Jodendom ·
Christendom ·
Islam ·
Bahai ·
Hindoeïsme ·
Boeddhisme ·
Sikhisme ·
Confucianisme ·
Shintoïsme ·
Taoïsme ·
Satanisme ·
Wicca ·
Unitair Universamisme ·
Scientology ·
Zoroastrisme) ·
Discriminatie tegen mensen met HIV ·
Doodstraf voor homoseksualiteit ·
Haatcriminaliteit ·
(Correctieve verkrachting ·
Antihomoseksueel geweld ·
Antihomoseksueel terrorisme) ·
Lgbt-gerelateerde zelfmoord ·
Conversietherapie (Homogenezing) ·
Schaal van Riddle
Arlington County vs. White ·
Artikel 248bis van het Wetboek van Strafrecht (Nederland) ·
Federal Marriage Amendment ·
Goodridge vs. Department of Public Health ·
Instructie inzake de criteria om roepingen te beoordelen van personen met homoseksuele neigingen met het oog op hun toelating tot het seminarie en de Heilige Wijdingen ·
Jogjakarta-beginselen ·
Jos Brink-prijs ·
Kentucky vs. Wasson ·
Lawrence v. Texas ·
Paragraaf 175 ·
Proposition 8 ·
Sectie 28 ·
Sodomiewetgeving
(Sodomiewetgeving in de Verenigde Staten) ·
Wolfenden Report
Bear ·
Crossdressing ·
(Travestie) ·
Gay Pride Parade ·
Homohoreca ·
Homo-icoon ·
Homo-ontmoetingsplaats ·
Lhbt-boekhandel ·
Outing ·
(Coming-out)
Holebi ·
Genderdysforie ·
Homoseksualiteit bij dieren ·
Safe-space